# Герб Армавира (Россия)
Герб Армавира является основным официальным символом города Армавир.
Утвержден Решением Армавирской городской Думы от 20 октября 2005 года (№102). 
Авторская группа:
- идея герба: Владимир Павлюченков (Армавир), Сергей Ктиторов (Армавир), Игорь Акимов (Армавир), Михаил Шарунов (Краснодар), Константин Мочёнов (Химки);
- обоснование символики: Сергей Ктиторов (Армавир), Кирилл Переходенко (Конаково);
- художник и компьютерный дизайн: Галина Русанова (Москва). 

## Описание и обоснование символики
Геральдическое описание (блазон) гласит:
В червлёном (красном) поле лазоревая (синяя, голубая) фигура, образованная соединенными главой и столбом, тонко отделённая от червлени серебром. Соединение двух ее частей накрыто золотым цветком подсолнуха. В нижней части фигура обременена серебряным кадуцеем особого вида (в виде трости с крыльями у навершия и с двумя переплетенными виноградными лозами), верхняя часть которого лежит поверх цветка
Свою историю город Армавир начинает с 1839 года, когда на левый берег реки Кубань при впадении в неё реки Уруп по приказанию генерала Г. Х. Засса были переселены горские армяне. Геральдическая фигура синего цвета аллегорически показывает место слияния двух рек, вблизи которого был образован город.
Армавир быстро развивался, в 1876 году стал селом, а в 1914 по указу императора был преобразован в город. Расположенный на главной магистрали Владикавказской железной дороги, в начале XX века он приобрел значение крупнейшего центра внутренней торговли Северного Кавказа и стал средоточием предприятий различных отраслей промышленности. Наибольшее развитие получило маслобойное производство, по масштабам которого Армавир занял лидирующее положение во всей Российской Империи. Поэтому развитие промышленности отражено в гербе цветком подсолнуха. В геральдике подсолнух — символ достатка, процветания, тепла и мира.
Мир и согласие, в которых на протяжении всей истории Армавира в нем живут представители более восьмидесяти национальностей, отображено в гербе серебряным кадуцеем. Кадуцей — древнейшая эмблема миролюбия, ставшая впоследствии традиционным символом торговли и ремесел, также отображает развитые в городе коммерцию и промышленность.
Золото в геральдике  — символ богатства, стабильности, уважения, интеллекта.
Серебро — символ чистоты, совершенства, мира и взаимопонимания.
Лазурь (синий, голубой) — символ чести, благородства, духовности, также в гербе города символизирует реки, на которых стоит город.
Червлёный (красный) цвет — символ труда, силы, мужества и красоты.
Таким образом, герб языком символов и аллегорий отражает исторические, природные и экономические особенности города.

## История
Советский герб города Армавира имел следующее описание: 
Щит имеет вверху зубцы, рассечен лазурью и червленью. В середине щита золотая эмблема, состоящая из половины шестерни и колоса; на эмблему наложена зеленая планка с названием города "АРМАВИР"
Автор проекта герба - Анатолий Николаевич Гонголь.
Утвержден 27 февраля 1974 г. 